# 朱塞佩·戈沃内
朱塞佩·加埃塔诺·玛利亚·戈沃内（義大利語：Giuseppe Gaetano Maria Govone，1825年11月19日—1872年1月26日），意大利政治家，曾任意大利王国战争大臣，1866年与奥托·冯·俾斯麦缔结《普意同盟条约》。参加过第一次意大利独立战争、第二次意大利獨立戰爭、第三次義大利獨立戰爭、克里米亚战争。